# Discografia de The Cure
Esta é a discografia de The Cure, banda britânica de rock formada em 1976.

## Álbuns de estúdio
- 1979 - Three Imaginary Boys
- 1980 - Boys Don't Cry
- 1980 - Seventeen Seconds
- 1981 - Faith
- 1982 - Pornography
- 1984 - The Top
- 1985 - The Head On The Door
- 1987 - Kiss Me, Kiss Me, Kiss Me
- 1989 - Disintegration
- 1992 - Wish
- 1996 - Wild Mood Swings
- 2000 - Bloodflowers
- 2004 - The Cure
- 2008 - 4:13 Dream
- 2024 - Songs of a Lost World

## Singles
- 1978 - Killing An Arab/ 10.15 Saturday Night (Small Wonder 7")
- 1979 - Killing An Arab / 10.15 Saturday Night (Fiction Records 7")
- 1979 - Boys Don't Cry / Plastic Passion
- 1979 - Jumping Someone Else's Train / I'm Cold
- 1980 - 10:15 Saturday Night (F)
- 1980 - A Forest / Another Journey By Train
- 1981 - Primary / Descent
- 1981 - Charlotte Sometimes / Splintered In Her Head
- 1982 - The Hanging Garden / Killing An Arab (Live in Manchester '82)
- 1982 - Let's Go To Bed / Just One Kiss
- 1983 - The Walk / The Dream
- 1983 - The Lovecats / Speak My Language
- 1984 - The Caterpillar / Happy The Man
- 1984 - Excerpt - The Cure Live (nur Europa, 12")
- 1985 - In Between Days / The Exploding Boy
- 1985 - Close To Me / A Man Inside My Mouth
- 1985 - Quadpus (US, CAN; 12")
- 1985 - Half An Octopuss (UK, 10")
- 1986 - Boys Don't Cry aka Boys Don't Cry '86
- 1986 - Let's Go To Bed (Re-Release) (US, CAN)
- 1986 - Charlotte Sometimes (Re-Release) (D, F)
- 1987 - Why Can't I Be You? / A Japanese Dream
- 1987 - Catch / Breathe
- 1987 - Just Like Heaven / Snow In Summer
- 1988 - Hot Hot Hot!!! / Hot Hot Hot!!! (Ext. Remix)
- 1989 - Lullaby / Babble
- 1989 - Fascination Street / Out Of Mind (US, CAN)
- 1989 - Lovesong / 2 Late
- 1990 - Pictures Of You / Last Dance (Live Wembley Arena '89)
- 1990 - Never Enough / Harold And Joe
- 1990 - Close To Me (Remix) aka Close To Me '90
- 1990 - A Forest (Remix) (F)
- 1992 - High / This Twilight Garden
- 1992 - Friday I'm in Love / Halo
- 1992 - A Letter To Elise / The Big Hand
- 1993 - Sideshow (live; US, AUS; CD)
- 1996 - The 13th (Swing Radio Mix) / It Used To Be Me / Ocean / Adonais (D)
- 1996 - The 13th (Swing Radio Mix) / It Used To Be Me (D)
- 1996 - The 13th (Two Chord Cool Mix) / Ocean / Adonais (GB1)
- 1996 - The 13th (Swing Radio Mix) / It Used To Be Me / The 13th (Killer Bee Mix) (GB2)
- 1996 - Mint Car (Radio Mix) / Home / Waiting / A Pink Dream (D)
- 1996 - Mint Car (Electric Mix) / Waiting / A Pink Dream / Mint Car (Busker Mix) (US)
- 1996 - Gone! (Radio Mix) / Gone! (Critter Mix) / Gone! (Ultra Living Mix) / Gone! (Spacer Mix)
- 1996 - Strange Attraction (Adrian Sherwood Album Mix) / The 13th (Feels Good) / This Is A Lie (Ambient Mix) / Gone! (Critter Mix) / Strange Attraction (Strange Mix) (US, AUS; CD)
- 1997 - Wrong Number (Single Mix) / Analogue Exchange Mix / Digital Exchange Mix / Dub Analogue Exchange Mix
- 2000 - "Out Of This World"(Radio Edit) / Out of This World (Album Version)
- 2000 - "Maybe Someday"(radio edit) / Maybe Someday (hybrid mix radio edit) / Maybe someday (dance mix) / Maybe someday (acoustic mix)
- 2001 - Cut Here / Signal To Noise / Cut Here (Missing Mix) / Cut Here (CDROM Video)
- 2004 - The End of the World / This Morning / Fake / The End Of The World (Video) (D)
- 2004 - The End of the World / This Morning (Pocket-CD) (D)
- 2004 - Taking Off / Why Can't I Be Me? / Your God Is Fear / Taking Off (Video) (D)
- 2004 - Taking Off / Why Can't I Be Me? (Pocket-CD) (D)
- 2004 - Alt.End / Why Can't I Be Me? / Your God Is Fear ( US)
- 2008 - The Only One / NY Trip
- 2008 - Freakshow / All Kinds Of Stuff
- 2008 - Sleep When I'm Dead / Down Under
- 2008 - The Perfect Boy / Without You

## Compilações
- 1980 - Boys Don't Cry
- 1981 - Happily Ever After (Seventeen Seconds e Faith;– Só à venda no mercado Norte Americano)
- 1983 - Japanese Whispers
- 1986 - Standing on a Beach/Staring at the Sea - The Singles (Compilação de Singles  1978-1986)
- 1990 - Mixed Up (Compilação com remixes de Cure-Singles)
- 1993 - Lost Wishes (Compilação com instrumentais das "Wish"-Sessions)
- 1997 - Galore - The Singles 1987-1997 (Compilação de Singles 1987-1997)
- 2001 - Greatest Hits (Compilação de 18 Cure-Singles)
- 2004 - Join The Dots : B-Sides & Rarities 1978-2001 (The Fiction Years) (Box Set com os B-sides e raridades durante este período)

## Álbuns ao Vivo
- 1982 - Pornography Tour (Ao vivo no Olympia, Paris, em 07/Jun/1982)
- 1984 - Concert - The Cure live (Ao vivo em Londres & Oxford 84)
- 1991 - Entreat (Ao vivo no Wembley 89; edição limitada)
- 1993 - Paris (Ao vivo em Paris 92)
- 1993 - Show (Ao vivo em Michigan 92)
- 1993 - Sideshow (Ao vivo em Michigan 92; promocional do Show)
- 1997 - Five Swing Live (Ao vivo no Reino Unido 96; Edição limitada a 5000 unidaddes)
- 2011 - Bestival Live 2011 (Ao vivo em Setembro de 2011 no Festival Bestival, Ilha de Wight, em Inglaterra)
- 2019 - 40 Live (Curætion-25: ao vivo no London’s Royal Festival Hall em junho de 2018 + Anniversary: ao vivo no Hyde Park em julho de 2018)

## Vídeos
- 1985 - Live In Japan (Concerto em Tóquio 1984; Só editado no Japão)
- 1985 - The Tea Party (Videoclips; só editado no Japão)
- 1986 - Staring At The Sea - The Images - (Videoclips + Shortclips)
- 1987 - In Orange (Concerto em Orange, França 1986)
- 1991 - Picture Show (Videoclips + Shortclips)
- 1991 - Play Out (Ao vivo + material diverso)
- 1993 - Show (Concerto de Michigan 1992)
- 1997 - Galore (Videoclips)
- 2001 - Greatest Hits (Videos + Hits acústicos + Videos escondidos)
- 2003 - Trilogy (Concertos de Berlim 2002)
- 2006 - Festival 2005 (Festivais de Verão 2005)
- 2019 - 40 Live (Curætion-25: ao vivo no London’s Royal Festival Hall em junho de 2018 + Anniversary: ao vivo no Hyde Park em julho de 2018)

## Samplers & Bandas Sonoras
- The King of Kong (2007) ( "Pictures of You")
- The History Boys (2006) ("A Forest")
- Starter for 10 (2006) ("BDC", "In Between Days", "Six Different Ways", "Pictures of You", "LoveSong")
- Accepted (2006) ("Close to Me")
- John Tucker Must Die (2006) ("Close to Me")
- Tu vida en 65' (2006) ("In Between Days") ... aka Your Life in 65
- Marie Antoinette (2006) ("Plainsong", "All Cats are Grey")
- Just Like Heaven (2005) ("Just Like Heaven")
- C.R.A.Z.Y. (2005) ("10:15 saturday night")
- A Lot Like Love (2005) ("Mint Car")
- Take Me Somewhere Nice (2004) ("Pictures of You")
- "Meine schönsten Jahre" (2004) TV series (episódios desconhecidos)
- Jersey Girl (2004) ("High")
- One Perfect Day (2004) ("Pictures of You")
- 50 First Dates (2004) ("Friday I'm in Love", "Love Song")
- A Man Apart (2003) ("Nothing to Lose")
- Aurora (2002) ("Edge of the Deep Green Sea", "Wendy Time", "Maybe Someday")
- "The Sopranos" (1 episódio, 2002)
- - Pie-o-My (2002) episódio TV ("Lovesong")
- The Rules of Attraction (2002) ("Six Different Ways)
- Stoked: The Rise and Fall of Gator (2002) ("Fascination Street")
- Not Another Teen Movie (2001) ("In Between Days")
- Gypsy 83 (2001) ("Just Like Heaven", "Doing the Unstuck")
- Loser (2000) ("Mint Car")
- American Psycho (2000) ("Watching Me Fall (Underdog Remix)")
- "Shabatot VeHagim" (1 episódio, 2000)
- - Sylvester (2000) episódio TV ("In-Between Days", "The Last Day Of Summer")
- Boys Don't Cry (1999) ("Boys Don't Cry")
- Judas Kiss (1998) ("Just Like Heaven")
- The Wedding Singer (1998) ("Boys Don't Cry")
- Grosse Pointe Blank (1997) ("In Between Days")
- Career Girls (1997) ("Japanese Whispers" songs)
- Judge Dredd (1995) (Inédita: "THE DREDD SONG")
- The Crow (1994) (Inédita: "BURN")
- Shadows on the Wall (1986) (performer: "The Big Pink Truck", "The Cowboy in the White Hat Always Wins")
- Times Square (1980) ("Grinding Halt")

### Outros
- 1995 - Devolution 1 [Música: A Forest (12" Mix)]
- 1996 - For The Masses [Música: World In My Eyes (Cover dos Depeche Mode)]
- 1998 - X-Files [Música: More Than This]
- 2005 - Toggo Music 11 - [Música: The Dragon Hunters Song]

## Vídeoclipes
Os The Cure têm feito vídeos para os seus singles desde 1980, sendo o primeiro para o single "A Forest". Estes primeiros vídeos foram descritos como "cenas tenebrosas" e difamados pela sua fraca qualidade, particularmente pela própria banda. Lol Tolhurst disse um dia, "aqueles videos eram absolutos desastres; nós não eramos actores e as nossas personalidades não se cruzavam"
Foi com o vídeo para a Let's Go To Bed, a sua primeira colaboração com o realizador Tim Pope, que os Cure ficaram conhecidos pelos seus vídeos. Pope viria a gravar a maioria dos vídeos dos Cure, e os seus vídeos ajudaram sem dúvida a aumentar o numero de fãs nos anos 80.
Quando realizava os vídeos dos Cure, foi concedido a Pope o controlo de escolher qualquer conceito que ele quisesse, que foi desde meter a banda num guarda-fatos e atirá-los por um precipício até ao mar (Close To Me), a ter uma aranha gigante a devorar Robert Smith (Lullaby). Pope explicou a atracção por trabalhar com os Cure ao dizer, "Os Cure são o expoente máximo para um realizador trabalhar, porque ele (Robert Smith) entende realmente a câmara. As suas músicas são tão cinemáticas. Quero dizer, por um lado há a estupidez e o humor, certo, mas interiormente está lá toda a obsessão psicológica e claustrofóbica (de Smith)."